# Kevin Hitchcock
Kevin Hitchcock est un footballeur anglais né le 5 octobre 1962 à Canning Town.
Il a évolué au poste de gardien de but.

## Biographie
Kevin Hitchcock joue pour des clubs comme Chelsea, West Ham et Nottingham Forest.
À la fin de sa carrière, Kevin Hitchcock devient entraîneur des gardiens aux Blackburn Rovers, à Manchester City, à West Ham United, Fulham et aux Queens Park Rangers.